# Toftir
Toftir este un oraș din Insulele Faroe.